# Chi Carinae
Chi Carinae (χ Carinae, förkortat Chi Car, χ Car)  är en ensam stjärna belägen i den norra delen av stjärnbilden Kölen. Den har en skenbar magnitud på 3,6 och är synlig för blotta ögat där ljusföroreningar ej förekommer. Baserat på parallaxmätning inom Hipparcosuppdraget på ca 7,2 mas, beräknas den befinna sig på ett avstånd på ca 450 ljusår (ca 140 parsek) från solen. Stjärnan är en misstänkt astrometrisk dubbelstjärna, men ingenting är känt om en eventuell följeslagare.

## Egenskaper
Chi Carinae är en blå till vit underjättestjärna av spektralklass B3 IVp , som nästan har förbrukat förrådet av väte i dess kärna och är på väg att utvecklas till en jättestjärna. Den har en beräknad massa som är ca 7 gånger större än solens massa, en radie som är ca 5,5 gånger större än solens och utsänder från dess fotosfär ca 2 300 gånger mera energi än solen vid en effektiv temperatur av ca 17 200 K. 
År 1969 klassificerades Chi Carinae som kemiskt ovanlig Ap-stjärna eftersom dess absorptionslinjer av kisel verkade ovanligt starka i förhållande till linjerna för helium. Efterföljande undersökning i det ultravioletta bandet visade dock att kiselbanden var som förväntat och det bestämdes att spektret är normalt för en stjärna av dess typ. Det finns inget observerat tecken på variation i stjärnans spektrum. Observation under Hipparcos-uppdraget visade ingen fotometrisk variabilitet ner till en gräns på ± 0,003 magnituder. Av denna anledning har stjärnan uteslutits som en Beta Cephei-variabel.